# Luke Lockhart
Lucas „Luke“ Lockhart (chinesisch 骆·嘉, Pinyin Luò Jiā; * 1. November 1992 in Burnaby, British Columbia) ist ein kanadischer Eishockeyspieler mit chinesischer Staatsbürgerschaft, der seit Juli 2025 beim HK Spartak Moskau aus der Kontinentalen Hockey-Liga (KHL) unter Vertrag steht und dort auf der Position des Centers spielt. Zuvor war Lockhart bereits acht Spielzeiten für Kunlun Red Star in der KHL aktiv.

## Karriere
Lockhart verbrachte seine Juniorenzeit zwischen 2008 und 2013 bei den Seattle Thunderbirds in der Western Hockey League (WHL). Für das US-amerikanische Franchise absolvierte der Mittelstürmer in der kanadischen Juniorenliga in diesem Zeitraum insgesamt über 350 Partien. Zur Saison 2010/11 wurde er zum Mannschaftskapitän des Teams ernannt und füllte diese Position insgesamt drei Spielzeiten lang aus. Anschließend wechselte der ungedraftete Angreifer im Juni 2013 an die University of British Columbia. Parallel zu seinem vierjährigen Studium lief er jedoch für die Eishockeymannschaft der Universität auf. Für die ebenfalls Thunderbirds genannte Mannschaft absolvierte er in den vier Jahren insgesamt 117 Spiele in der Canadian Interuniversity Sport (CIS) bzw. U Sports.
Nach Abschluss seiner Studienzeit im Juni 2017 erhielt Lockhart ein Vertragsangebot des chinesischen Klubs Kunlun Red Star aus der Kontinentalen Hockey-Liga (KHL) mit einer Laufzeit von zunächst zwei Jahren. In den Sommern 2019, 2020 und 2021 wurde Lockharts Vertrag vor dem Hintergrund der COVID-19-Pandemie jeweils um ein Jahr verlängert, ehe er im Sommer 2022 einen langfristigen Dreijahresvertrag erhielt. Nach acht Jahren in der Organisation von KRS wechselte der Kanadier im Juli 2025 innerhalb der KHL zum HK Spartak Moskau.

### International
Im Februar 2022 lief Lockhart unter dem Namen Luo Jia für die chinesische Nationalmannschaft bei den Olympischen Winterspielen in Peking auf. Ebenso spielte der Stürmer bei der Weltmeisterschaft der Division IIA 2022, bei der die chinesische Mannschaft souverän den Aufstieg in die Division IB schaffte. Er selbst war mit vier Treffern gemeinsam mit dem Niederländer Nick Verschuren sowie seinen Landsmännern Parker Foo und Yan Juncheng bester Torschütze des Wettbewerbs. In der Folge stand Lockhart im Aufgebot bei der Weltmeisterschaft der Division IB 2023.

## Erfolge und Auszeichnungen
- 2022 Aufstieg in die Division IB bei der Weltmeisterschaft der Division IIA
- 2022 Bester Torschütze der Weltmeisterschaft der Division IIA (gemeinsam mit Nick Verschuren, Parker Foo und Yan Juncheng)

## Karrierestatistik
Stand: Ende der Saison 2024/25

### International
Vertrat die Volksrepublik China bei:
- Olympischen Winterspielen 2022
- Weltmeisterschaft der Division IIA 2022
- Weltmeisterschaft der Division IB 2023

(Legende zur Spielerstatistik: Sp oder GP = absolvierte Spiele; T oder G = erzielte Tore; V oder A = erzielte Assists; Pkt oder Pts = erzielte Scorerpunkte; SM oder PIM = erhaltene Strafminuten; +/− = Plus/Minus-Bilanz; PP = erzielte Überzahltore; SH = erzielte Unterzahltore; GW = erzielte Siegtore; 1 Play-downs/Relegation; Kursiv: Statistik nicht vollständig)